# Centaur (tram de coet)

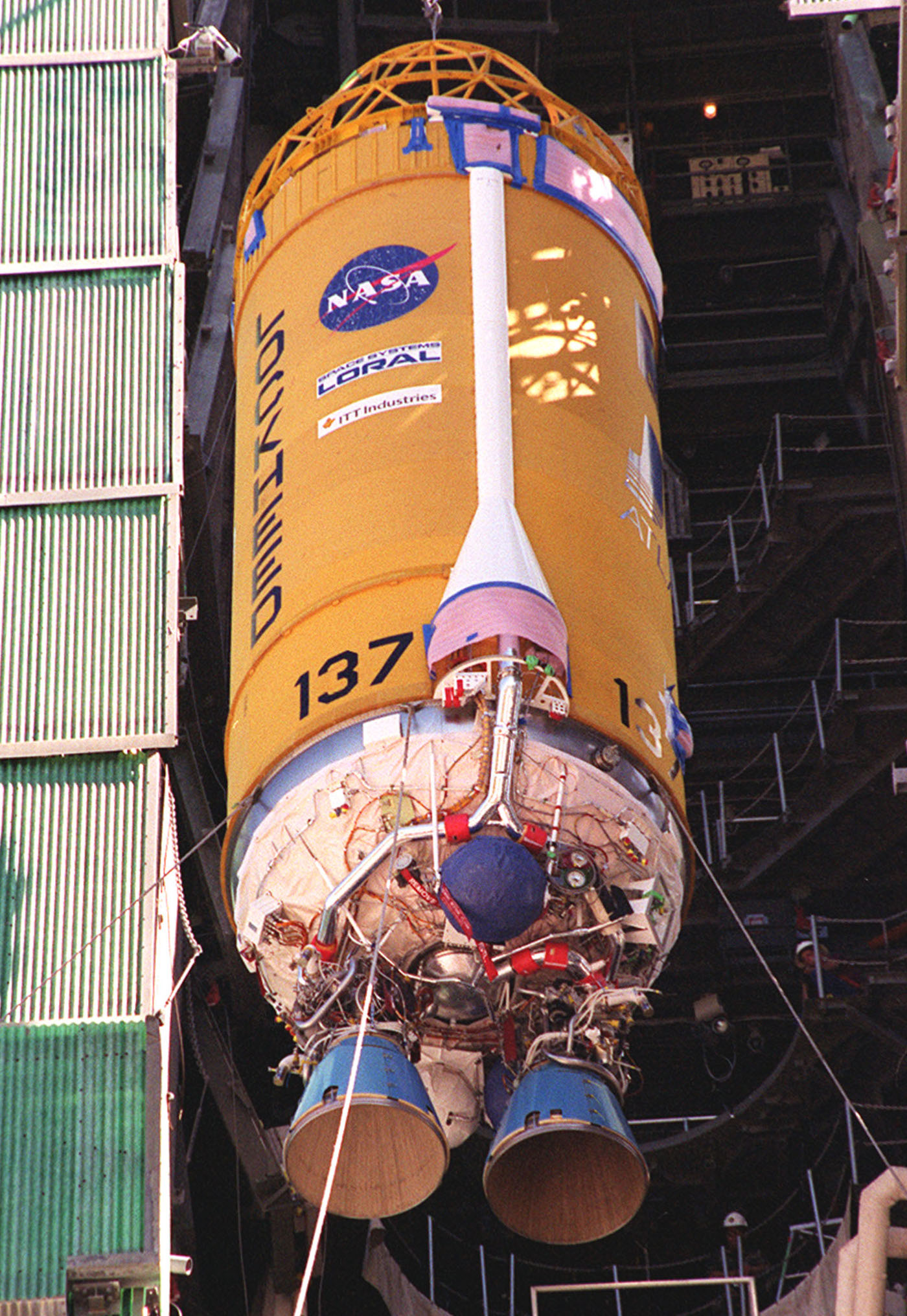
El segon tram Centaur-2A d'un coet Atlas IIA.

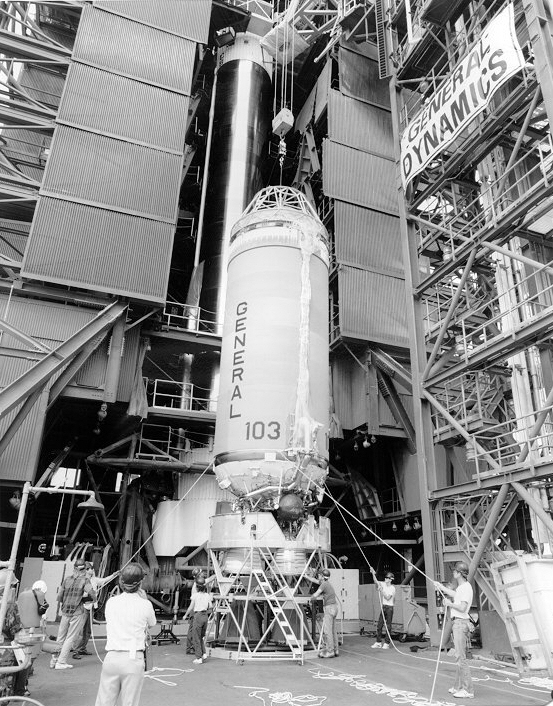
Tram del Centaur-2 sobre el coet Atlas II

El Centaur és un tram superior de coet dissenyat pel seu ús com tram superior d'un transbordador espacial. El Centaur eleva la seva càrrega (el satèl·lit) fins a la seva òrbita final, o quan càrrega una sonda interplanetària, fins a la velocitat d'escapament. El Centaur és el primer tram superior d'alta energia del món que crema hidrogen líquid (LH2) i oxigen líquid (LOX).
El tram Centaur fou anomenat en honor de l'ésser de la mitologia denominat centaure, el disseny d'aquest coet fou una invenció de Karel J. "Charlie" Bossart (el principal cervell darrere del míssil balístic intercontinental Atlas) i el Dr. Krafft A. Ehriche, ambdós eren treballadors de l'empresa Convair. El seu disseny fou en essència una petita versió del seu concepte pel coet Atlas, emprant un acer més lleuger ("balloon tanks") amb una resistència estructural provada amb pressió de combustible dins.
El Centaur empra un mètode enginyós per separar els tancs de LOX i LH2 mitjançant una mampara doble. Els dos tipus de tancs se separen per una capa de fibra de vidre d'un gruix de 6,4 mm. El fred extrem en un lateral del tanc de LH2 crea un buit amb la capa de fibra de vidre, donant a la mampara una baixa conductivitat tèrmica i prevenint d'aquesta forma una conductivitat tèrmica des del relativament més calent tanc de LOX fins al superior i fred LH2. El coet es propulsava amb un o dos motors de coet RL-10 (variants SEC i DEC respectivament).

## Història del seu desenvolupament
El disseny i desenvolupament de l'estructura del coet començaren l'any 1956 al centre de la NASA denominat Lewis Research Center, avui en dia Glenn Research Center, i el seu començament fou molt lent, amb un test (molt poc reeixit) al maig del 1962. A finals de la dècada del 1950 i començaments de la del 1960, el Centaur fou proposat com l'últim tram més energètic per la sèrie de coets Saturn I, Saturn IB i Saturn V, amb la denominació S-V ("Saturn V") d'acord amb la denominació duta a terme mb altres coets Saturn. Malgrat tot, el primer Centaur que superà una prova de vol no ho feu fins a arribat l'any 1965, que fou quan la NASA començà a tenir intencions clares de posar aquest coet en funcionament en els dissenys del Saturn.
Durant el període que va des de l'any 1966 fins al 1989, el Centaur-D fou emprat com el tram més alt en el coet Atlas en 63 llançaments, i 55 d'ells foren reeixits.
Des de l'any 1974 fins al 1977, el coet Centaur-D-1T fou utilitzat com tercer tram dels 7 llançaments del coet Titan 3E, 6 dels quals foren reeixits. Les naus espacials llançades pel Centaur en aquest període foren els Viking 1, Viking 2, Voyager 1 així com el Voyager 2.
Un dels majors canvis en el coet Centaur es produí a començaments de la dècada del 1980 quan l'abandonament de l'ús del peròxid d'hidrogen feu que s'hagués de redissenyar el sistema de bombament de combustible per aquest vehicle. Els sistemes que abastaven de combustible els motors del tipus RL-10 se simplificaren bastant en abandonar el peròxid d'hidrogen a favor de l'ús del monopropel·lent denominat hidrazina.
Una nova versió denominada Centaur-G fou desenvolupada per ser el tram d'impuls del transbordador espacial, però mai no fou emprada en llançaments de veritat a causa dels problemes en les normes de seguretat després de l'accident del Challenger. Aquesta configuració transbordador/Centaur canvia el diàmetre del tanc d'hidrogen dels 14 peus de diàmetre a 10 peus, cosa que suposa una reducció considerable. La geometria fou optimitzada per la instal·lació a la zona de càrrega de l'orbitador del transbordador espacial. La seva primera missió fou llançar la nau Galileo a Júpiter. Els sistemes del centaure s'anaren complicant cada vegada més amb diversos sistemes pel mesurament i balanceig de fluid, sistemes d'aviònica i d'anàlisi estructural i s'integrà tot això en el que es denominà: Centaur Integrated Support System o amb les sigles de CISS. També foren utilitzats aquests motors en tasques més mundanes com el bombament de propel·lent en cas de tornada a terra en l'esdeveniment d'interrupció denominat Return to Launch Site (RTLS). Aquest requeriment permet aterrar a l'aeronau amb certs nivells de seguretat. Tots aquests plans de contingència, emergència, etc. foren els responsables de la complexitat creixent dels coets Centaur des dels seus inicis.
L'any 2006 s'emprava un derivat del Centaur-3 de 10 peus de diàmetre, amb un o dos motors de coet del tipus RL-10A4-2 i es continuava emprant als trams superiors del coet Atlas V EELV, el successor de la configuració Titan-Centaur. Existeix una possibilitat per ser emprat en una configuració del nou coet Delta IV (Heavy) realitzat per l'empresa Boeing, els tests començaren el 2004, i es pensa en un motor interplanetari que pugui ser llançat a bord de l'Ares V, cosa que serà el seu primer vol en 2015.

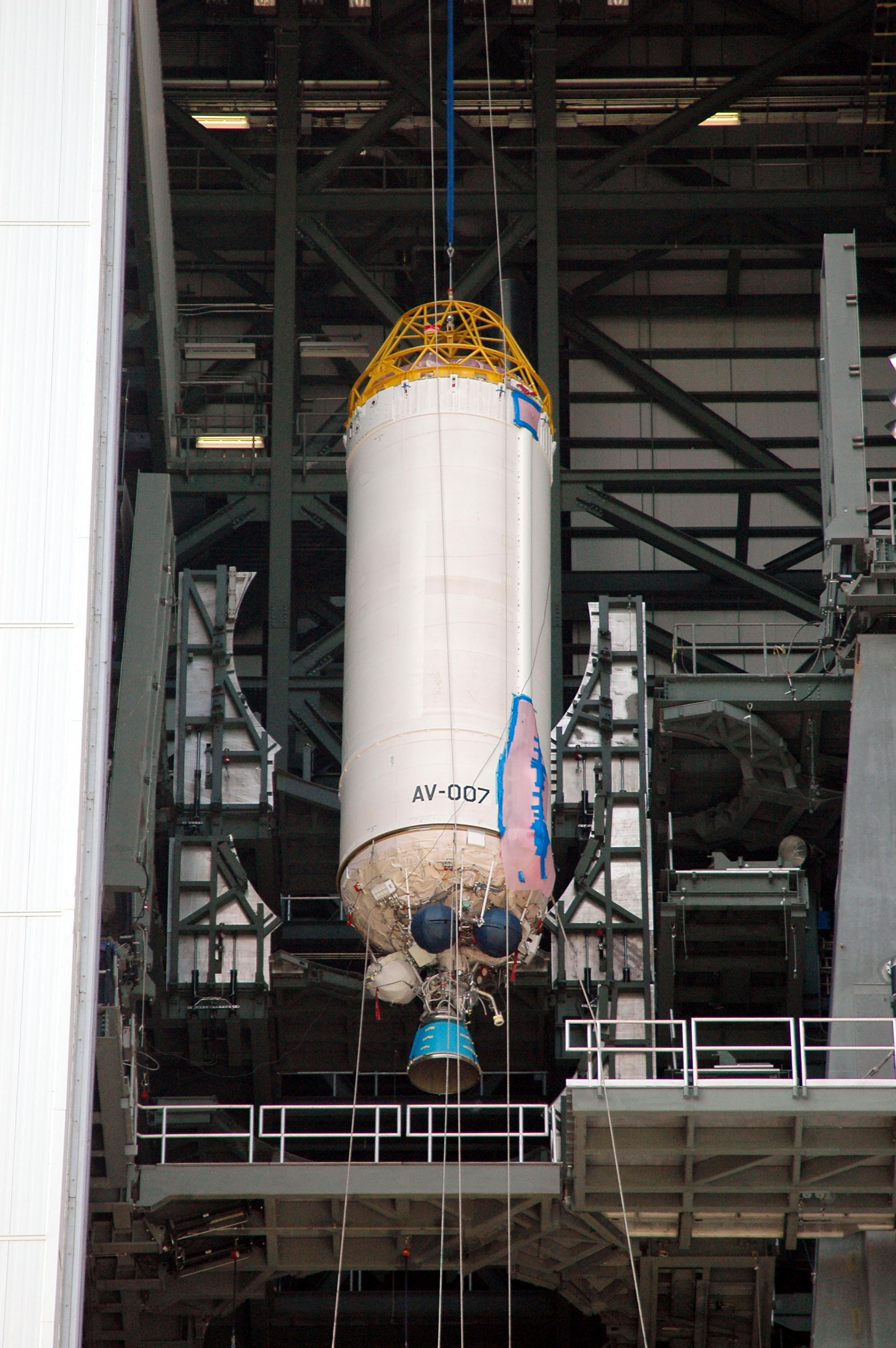
Un Centaur d'un sol motor, sent elevat per muntar-lo en un coet Atlas V.

Tot i que la carrera d'èxits d'aquest motor es pot dir que ha contribuït a la cursa espacial, el 15 de juny de 2007 el motor del Centaur d'un coet Atlas V s'apagà abans d'hora, abandonant la seva càrrega de pagament -- un parell de satèl·lits de reconeixement dels oceans que eren propietat de la National Reconnaissance Office -- en una òrbita inferior de la pretesa inicialment. La fallada fou denominada de forma oficial com "una gran decepció", però finalment la nau espacial pogué realitzar totes les seves tasques en la missió sense cap problema. La causa de la fallada fou una vàlvula oberta que despressuritzà el tanc d'hidrogen lleugerament i per això acabà el seu impuls quatre segons abans del previst.

## Futur
El coet Centaur ha sigut dissenyat a començaments del segle xxi perquè sigui una evolució capaç de suportar els nous objectius de les missions espacials. Una de les tasques és augmentar els tancs a 5,4 m i incrementa la capacitat de propel·lent entre 1,5 a 6,0 vegades del que permet actualment la configuració Atlas V. Aquest diàmetre s'ajusta bastant bé a la càrrega de pagament actual, eliminant d'aquesta manera molts elements estructurals sense canvis (o amb modificacions mínimes) en altres estructures de llançament. S'intentarà fer un disseny modular dels components bàsics, permetent incloure més motors de coet RL-10: podent arribar a configuracions potents de sis motors. Aquesta configuració podrà ser llançada des dels llançadors de l'Atlas (dissenyat pel tram 1 d'aquesta configuració) o també en la següent generació de llançadors de 5,4 m de diàmetre (dissenyat pel tram 2).